# Singapur Juniors 2011
Das Singapur Juniors 2011 fand als bedeutendstes internationales Nachwuchsturnier von Singapur im Badminton vom 12. bis zum 18. Dezember 2011 statt.

## Sieger und Platzierte
| Disziplin    | Gold                                        | Silber                                          | Bronze                              |
| ------------ | ------------------------------------------- | ----------------------------------------------- | ----------------------------------- |
| Herreneinzel | Wan Chia-hsin                               | Sitthikom Thammasin                             | Rifan Fauzin Ivanudin               |
| Herreneinzel | Wan Chia-hsin                               | Sitthikom Thammasin                             | Khosit Phetpradab                   |
| Dameneinzel  | Hana Ramadhini                              | Melvira Oklamona                                | Jacqueline Guan                     |
| Dameneinzel  | Hana Ramadhini                              | Melvira Oklamona                                | Tri Ria Maya                        |
| Herrendoppel | Wang Chih-hao Tien Tzu-chieh                | Tsai Chia-Yu Wang Hsing-Wen                     | Wan Chia-hsin Chiu Chun-wei         |
| Herrendoppel | Wang Chih-hao Tien Tzu-chieh                | Tsai Chia-Yu Wang Hsing-Wen                     | Sibayan Gerald Philip Joper Escueta |
| Damendoppel  | Puttita Supajirakul Wiranpatch Hongchookeat | Chonticha Kittiharakul Pacharakamol Arkornsakul | Asyah bte Latib Toh Siew Fen        |
| Damendoppel  | Puttita Supajirakul Wiranpatch Hongchookeat | Chonticha Kittiharakul Pacharakamol Arkornsakul | Gronya Somerville Jacqueline Guan   |